# Музей охоты и рыболовства (Москва)
Музей охоты и рыболовства — музей на севере Москвы рядом с метро «Водный стадион».  

## История
Открыт в 1988 году в здании Центрального дома охотника и рыболова (Головинское шоссе, 1а). Первый в стране музей подобного профиля. Экспозиция посвящена истории охоты и рыболовства в России. Музей содержится ассоциацией «Росохотрыболовсоюз». С 1989 по 2012 год должность директора музея занимала Г. Н. Семёнова. 

## Экспозиция
В экспозиции музея таксидермические работы мастеров Н. К. Казымова и В. П. Короткова. Имеются модели охотничьего оружия и снаряжения XIX — начала XX века. Среди представленных охотничьих трофеев — шкуры рыси, волка, медведя, барса, клыки кабана, рога лося, марала, сайгака, сибирской косули и северного оленя. В музее собраны документы, посвящённые истории охоты и рыболовства в России, истории обществ охотников и рыболовов. Музей также рассказывает об основных промысловых видах животных, ареалах их обитания, заповедниках, о проводимой работе по восстановлению численности. Музей содержит информацию о традиционных и современных способах охоты и о любительском рыболовстве. В фондах хранятся работы художников-анималистов В. Горбатова, И. Маковеевой, М. Некрасова, А. Максимова, а также коллекция анималистических значков биолога В. Флинта. Помимо этого, представлены макеты, витражи, орудия древнего человека, кубки, фотографии, предметы прикладного охотничьего искусства. Музей ведёт активную просветительскую работу с молодым поколением.